# Амусин, Марк Фомич
Марк Фоми́ч Аму́син (род. 1948, Ленинград) — израильский писатель, литературный критик.
Окончил Ленинградский электротехнический институт связи. Доктор филологии, защитил докторскую диссертацию по современной русской литературе на кафедре славистики Еврейского университета в Иерусалиме. С 1990 г. проживает в Израиле, член Союза русскоязычных писателей Израиля.
Печатается как критик с конца 1970-х гг.: журналы «Нева» (1983, № 10; 1988, № 2), «Звезда», «ЛО» (1989, № 6). Автор книг «Братья Стругацкие. Очерк творчества» (Иерусалим, Бесэдер, 1996), «Город, обрамленный словом» (2003), «Зеркала и зазеркалья» (2008), «Алхимия повседневности» (2010), «Огонь столетий» (2015).